# 北海道阿伊努語
北海道阿伊努語，或稱阿伊努語北海道方言，是阿伊努人民族語言阿伊努語的一種方言，使用地區主要位於日本的北海道。
北海道阿伊努語是阿伊努語三種方言之一。隨著薩哈林方言和庫里爾方言的滅絕，北海道方言成為僅存的一種阿伊努語方言。不過北海道方言的現狀也不容樂觀，據2007年統計，其使用者僅10人。